# Лангевише, Дитер
Дитер Лангевише (Dieter Langewiesche; род. 11 января 1943, Санкт-Зебастиан, Брук-Мюрцушлаг) — немецкий историк современности. Профессор, доктор философии, почетный доктор. Член Леопольдины (2010). Занимался вопросами политической, социальной и культурной истории. С 1978 по 1985 профессор Гамбургского университета, с 1985 по 2007 профессор Тюбингенского университета. С 1997 по 2000 проректор-основатель Эрфуртского университета. Эмерит-профессор с 2008 года.

## Биография
Его мать была австрийкой, отец — немцем. Вырос в Эссене.
В 1966 получил абитур. В 1966-71 изучал историю, политологию и немецкий язык в Гейдельберге. В 1971-78 исследователь-ассистент в Вюрцбургском университете. В 1973/74 получил докторскую степень. В 1978/79 хабилитировался в Вюрцбургском университете. С 1978 профессор современной истории Гамбургского университета. С 1985 профессор Тюбингенского университета. В 1984/85 декан факультета истории Гамбургского университета, а в 1988/89 аналогично — Тюбингенского университета. Почетный доктор (2009). Исследовательские интересы включают европейскую историю 19-го и 20-го веков. Опирается на историческую методологию профессора богословия Иоганна Мартина Хладениуса.
Автор многих работ.
Публикации: Vom vielstaatlichen Reich zum föderativen Bundesstaat. Eine andere deutsche Geschichte (2020), Der gewaltsame Lehrer. Europas Kriege in der Moderne (2019).